# Poslední prolog
Poslední prolog (v anglickém originále Past Prologue) je třetí epizoda první sezóny seriálu Star Trek: Stanice Deep Space Nine. V České republice byla při své premiéře odvysílána jako čtvrtá v pořadí.

## Příběh
Posádka stanice Deep Space Nine zachrání Bajorana Tahna Lose z poškozené lodi, na kterou útočí Cardassiané. Ti tvrdí, že Tahna je známý člen teroristické organizace Kohn-Ma a požadují jeho vydání. Tahna se však pokouší získat politický azyl a žádá o pomoc majora Kiru a přísahá jí, že Kohn-Ma opustil. Komandér Sisko mu azyl udělí.
Později zahlédne Odo Tahnu v rozhovoru s klingonskými sestrami Lursou a B'Etor. Tahna také požádá Kiru o zapůjčení runaboutu. Doktor Bashir s pomocí svého nového přítele Garaka vyslechne, jak Klingonky plánují setkání s Tahnou u měsíce planety Bajor VIII, aby jim předal věci, které lze použít na sestrojení bomby. Posádka ale nemá dostatek důkazů, aby mohla Tahnovi zabránit v jeho činnosti, proto mu runabout půjčí s tím, že ho zatknou až po provedení obchodu. Kira se cítí rozpolcená mezi vlastní minulostí v Kohn-Ma a současnými povinnostmi a závazky a navrhne Tahnovi, že poletí s ním.
Sisko a O'Brien čekají na druhé straně měsíce, zatímco Tahna s Kirou provedou obchod. Když se objeví druhý runabout, Tahna zjistí, že to byla past. Do toho přilétá cardassijská válečná loď. Tahna pod pohrůžkou zastřelení nutí Kiru letět na stanici a chce bombou zničit červí díru. Bez ní totiž Bajor nebude mít důvod hostit na svém území Federaci, kterou Tahna považuje za nového okupanta Bajoru.
Kira ale nahne runabout na stranu, Tahna je dezorientovaný a ona mezitím proletí červí dírou do gamma kvadrantu, kde nechá bombu neškodně vybuchnout. Tahna však opět ukořistí zbraň a nařídí Kiře vrátit se do alfa kvadrantu. Tam dostane Tahna od Siska ultimátum, buď se vzdá úřadům na stanici, anebo počká, až ho zabijí Cardassiané. Tahna předá svou zbraň Kiře a vzdá se. Kira mu říká, že jednoho dne možná pochopí, proč to, co ona udělala, bylo správné.

## Zajímavosti
- V této epizodě se poprvé objevil Cardassian Garak. Původně se měl objevit jen v této epizodě, ale jelikož výkon herce Andrewa Robinsona udělal na producenty dojem, stala se z něj jedna z pravidelných vedlejších postav seriálu.
- Jde o první výskyt Klingonů v seriálu.
- Durasovy sestry Lursa a B'Etor jsou známé ze seriálu Star Trek: Nová generace. Po této epizodě se naposledy objevily ve filmu Star Trek: Generace.
- V této epizodě hraje herec Vaughn Armstrong, který si ve Star Treku zahrál vůbec nejvíc různých hostujících rolí, celkem 13.
- Herečka Susan Bay (admirál Rollmanová), která se v této roli objeví ještě jednou v epizodě druhé řady „Šepot“, je manželkou herce Leonarda Nimoye (Spock v původním seriálu Star Trek)